# Natnael Tesfatsion
Natnael Tesfatsion   (Asmara, 23 de maig de 1999) és un ciclista eritreu, professional des del 2019. Actualment corre a l'equip Lidl-Trek. En el seu palmarès destaquen dues victòries finals al Tour de Rwanda, el 2020 i 2022.

## Palmarès
- 2019
  -  Campió d'Eritrea en ruta sub-23
- 2020
  - 1r al Tour de Rwanda i vencedor d'una etapa
  - Vencedor d'una etapa a la Tropicale Amissa Bongo
  - Vencedor d'una etapa al Tour Bitwa Warszawska 1920
- 2022
  - 1r al Tour de Rwanda
  - Vencedor d'una etapa a l'Adriatica Ionica Race
- 2024
  -  Campió d'Eritrea en ruta

### Resultats al Giro d'Itàlia
- 2021. 92è de la classificació general
- 2022. Abandona (16a etapa)
- 2023. No surt (11a etapa)